# Álvaro Serrano Calderón
Álvaro Serrano Calderón (Bucaramanga, 17 de abril de 1947-Bucaramanga, 2 de abril de 2019) fue un músico, compositor, arreglista y productor colombiano. Como músico, compositor y arreglista formó parte de los Be Bops, la orquesta de Gianni Ales, Los Bravos, Carl Douglas, Lecuona Cuban Boys, Los Pekenikes, y trompetista del legendario Miguel Ríos; como productor ha trabajado con grandes artistas como Willie Colón, Oscar D'León, Franco de Vita , Carlos Varela, Ilan Chester, Yordano, Daiquirí, y Medio Evo entre otros.

## Historia
Álvaro Serrano Calderón hijo del músico profesional e importador de instrumentos musicales Víctor Serrano, desde muy pequeño tiene por juguetes toda suerte de instrumentos musicales, es así como el juego se convierte en el aprendizaje de las diversas mercancías de la tienda de su padre. 

## Primeros años
Entre los años 1961-63, fue intérprete de la batería mientras estudiaba la trompeta con Jesús Rojas al principio y con el profesor Guillermo Vega en la Academia de Música de Santander, estudios complementados con teoría y solfeo, dictado musical y nociones de armonía con los maestros Luis María Carvajal, Artidoro Mora, Pineda Duque y Carlos Peña. Estudió tres años de bachillerato en el Colegio Santander. A sus 16 años ya podía vivir de tocar la trompeta lo que lo convertiría en el músico profesional más joven que ha tenido el país para su época, es así como a los dieciséis forma junto con Carlos Acosta D´Lima, Alfonso y Ernesto Hernández Los Be Bops, un proyecto de música bailable colombiana con influencias de jazz; en 1963, ya en Bogotá, ingresan Jimmy Salcedo al piano y Víctor Gutiérrez en saxo y clarinete. Logran ganar el primer concurso nacional La Orquídea de Plata Philips cuyo premio consistía en la grabación de un L.P., lo que contribuyó de algún modo a que el maestro Lucho Bermúdez se fijara en ellos y se convirtiera en su tutor y promotor. La buena suerte continuó y los llevó a Barranquilla donde los Be Bops alternan con la Orquesta de Pacho Galán (en ausencia involuntaria del tercer trompeta, tiene el privilegio de grabar un L.P. con esta) más tarde con los Be Bops viaja de gira por Europa, allí decide quedarse y empieza un largo camino en su formación musical donde continúa su preparación como arreglista y compositor.

## Músico reconocido
Ya consolidado como uno de los músicos jóvenes más talentosos del momento entre los años 1968-69 formó parte del grupo del cantante italiano Gianni Ales, tocó nueve meses en Ciudad de México, después regresa a España para tocar todo el verano. Durante esa estancia en México toma clases de voicing con Héctor Alal “el árabe” y de trompeta con Chilo Morán, notable jazzista.

## Los Bravos
Participa con trombón a pistón en el trío de metales de Los Bravos, famosa banda española de rock con un número uno mundial a su haber, titulado "Black is Black" en los años 1969-70.

## Carl Douglas & The Explosion - Lecuona Cuban Boys
En 1970 forma parte de The Explosion, banda de soul liderada por Carl Douglas, con la cual van de gira por Portugal e Italia. A partir de junio y hasta octubre es contratado como primer trompeta para la gira española de la Orquesta Lecuona Cuban Boys, agrupación de música cubana tradicional afincada por años en Suecia y New York. 

## Los Pekenikes
Célebre banda instrumental pop con acento español con la cual graba "Tren Transoceánico a Bucaramanga". Respecto a esta pieza el conocido productor y empresario discográfico colombiano Humberto Moreno ha dicho que es el primer éxito internacional en la historia del pop colombiano. Tren transoceánico a Bucaramanga en poco tiempo logra escalar los listados de la radio en España, Holanda, Francia, Alemania y resto de Europa. Ya deja entrever su versatilidad como arreglista con la versión de la canción folclórica colombiana "Cuchipe", razón de peso para ser llamado por la leyenda del rock en castellano Miguel Ríos a formar parte de lo que más adelante se conocerá como Miguel Ríos en directo: Conciertos de Rock y amor. Estando en Inglaterra ese año coincide con la superestrella Ava Gardner quien luego de escucharlo tocar su trompeta, en un arranque de euforia, lo besa apasionadamente.

## De Europa a América
De regreso a América, en el año 1972, lidera su banda propia llamada Los Ducados; banda que incluye a Guillermo Acevedo, baterista colombiano radicado hoy en el Drummers Collective de Nueva York como profesor de percusión. Con este quinteto recorre los principales escenarios a lo largo de la geografía mexicana hasta finales de 1975, con el cual llama la atención de los ejecutivos de EMI quienes lo fichan como productor por la disquera venezolana Top-Hits (más tarde TH-Rodven) filial de la EMI.
En la década de 1980 su carrera musical se consolida en Venezuela, donde en poco tiempo llega a ser el productor musical más importante . De su olfato y oído surgen grandes artistas del sello Sonográfica entre otros: productor de los tres primeros álbumes de Franco de Vita, y arreglos de cuerdas en su primer disco; de los tres primeros álbumes de Yordano; del primer disco del magnífico Ilan Chester y de sus tres álbumes siguientes; de Oscar D'León en Navidad; coproductor en Contrabando, álbum de Willie Colón; de Monedas al Aire, álbum del cantautor cubano Carlos Varela; de los tres primero discos de Daiquirí; de los tres primeros álbumes de "Barranco", grupo que impuso el estilo de refrescar clásicos bailables colombianos -Los Corraleros de Majagual, Noel Petro, Matilde Díaz y otros-. Alterna su trabajo como productor musical del grupo venezolano "Medio Evo" con la finalidad de explorar dentro del lenguaje y formas musicales de la herencia mestiza latinoamericana; la ironía, la risa y la explotación de cierta pintoresca regional en nuevas canciones de su autoría convirtiendo en clásicas varias de sus piezas grabadas a lo largo de diecisiete años. Conformado por dos colombianos Ana Valencia, de Ana y Jaime, él mismo, y tres venezolanos: Pimpy Santistevan, Chile Veloz y Carlos Morean , con El Medio Evo compone "Yo tenía mi cafetal" tema que se convierte rápidamente en todo un éxito en los años ochenta en la versión de Los Melódicos, con el "Medio Evo" compone canciones y hace arreglos, además de cantar e interpretar instrumentos, para los ocho discos que grabaría entre los años ochenta y noventa.

## El escritor
En los años 1980 deja entrever su pasión por las letras al colaborar con  El Diario de Caracas en el suplemento dominical como columnista de música popular, siendo ya reconocido como una autoridad musical por todo su experiencia acumulada. Después de un periodo de inactividad regresa con la publicación de El Mambo de la Calle Pahlavi (2006), Vivir de Oído (2012) y Lucrecia de Lebrija: seis crónicas disímiles (2017).

## Regreso a Bucaramanga
Para el año 2007 regresa a radicarse en Bucaramanga, siendo el productor y compositor del álbum "Canciones de Amor y de las Otras" del grupo musical Lucía y los 5herentes,("Credenciales") agrupación Santandereana que ha recibido muy buenas críticas dentro y fuera de Colombia. En el año 2012 hace uno de los trabajos más reconocidos por la crítica especializada, como productor y compositor del álbum Las Voces del Café, y reseñado en medios como la revista Semana con una columna titulada "Ritmos Femeninos". Incursionó en la creación y producción de la serie de micros radiales titulada "Crónicas Bailables", un punto de vista particular sobre cien canciones escritas en el siglo XX que, famosas o no, tienen peso específico y guardan historias desconocidas.

## Fallecimiento
Álvaro Serrano Calderón fallece el 2 de abril de 2019 en Bucaramanga, tras estar internado clínicamente por casi un mes debido a problemas respiratorios, a pocos días de cumplir 72 años de vida. La última vez que se le vio en público fue en febrero de 2019, en el Tercer Festival de la Tigra, Piedecuesta, donde asistió como espectador días antes de que fuera hospitalizado.

## Trabajos como productor
- Por Principio ... Fin - Ilan Chester (1979)
- Canciones de todos los días (1983)
- Franco De Vita (1984)
- Fantasía (1986)
- Contrabando - Willie Colón - Coproducción (1987)
- Al Norte Del Sur (1989)
- Monedas al Aire - Carlos Varela (1991)
- Canciones de Amor y de las Otras - Lucía y los 5herentes (2012)
- Las voces del Café - Varios Artistas (2012)